# Dragpa Gyeltshen (Zimkhang Gongma)
Trülku Dragpa Gyeltshen (auch: Trülku Drakpa Gyeltsen, Tulku Dragpa Gyaltsen, 4. Zimkhang Gongma Dragpa Gyeltshen; tib.: sprul sku grags pa rgyal mtshan; * 1619 in Tölung; † 1656) war ein Lama der Gelug-Tradition des tibetischen Buddhismus und Zeitgenosse des 5. Dalai Lama. Er galt als 3. Trülku des 15. Ganden Thripa Penchen Sönam Dragpa, der vor seinem Tod 1554 die „Zimkhang Gongma“ (tib.: gzims khang gong ma) des Klosters Drepung gegründet hatte.

## Leben
Über das Leben Trülku Dragpa Gyeltshens ist nicht viel bekannt. Er entstammte der Gekhasa-Familie und wurde neben Künga Nyingpo als einer der möglichen Anwärter für die Reinkarnation des 4. Dalai Lama gesehen. Nachdem Künga Nyingpo 1622 als 5. Dalai Lama inthronisiert worden war und den Namen „Ngawang Lobsang Gyatsho“ erhalten hatte, wurde Dragpa Gyeltshen 1625 4. Trülku der Zimkhang Gongma. Den Namen „Dragpa Gyeltshen“ erhielt er von Penchen Lama Lobsang Chökyi Gyeltshen, der auch sein Tutor wurde. 
Trülku Dragpa Gyeltshen war ein sehr gelehriger Schüler und wurde in Tibet neben dem 5. Dalai Lama sehr bekannt. Beim großen Gebetsfest Mönlam von 1633 soll sein Thron direkt neben dem Thron des Dalai Lama gestanden haben. Auch zog er Pilger aus allen Teilen Tibets an, die eine Audienz bei ihm haben wollten.

### Trülku Dragpa Gyeltshens Tod
Mehr als über Trülku Dragpa Gyeltshens Leben berichten unterschiedliche Quellen über seinen Tod. Die Quellen stimmen darin überein, dass seine Leiche 1656 mit einer Khata im Hals in seinem Quartier in der Zimkhang Gongma gefunden wurde. Die Quellen stimmen nicht darin überein, wie es dazu gekommen war. Folgende Erklärungen werden vorgebracht:
1. Trülku Dragpa Gyeltshen hatte prominente Kritiker und Gegner in der tibetischen Regierung, darunter den damaligen Desi Sönam Chöphel (tib.: sde srid bsod nams chos 'phel; 1595–1658). Der Konflikt sei so weit gegangen, dass nach einem Grund gesucht wurde Trülku Dragpa Gyeltshen umzubringen. Trülku Dragpa Gyeltshen habe davon gewusst, und, da es keine Anzeichen von Gewaltanwendung gegeben habe, habe er die Khata freiwillig geschluckt und sei daran erstickt. Somit habe er Selbstmord begangen, bevor er umgebracht werden konnte.
2. Trülku Dragpa Gyeltshen sei von einer oder mehreren Person(en) dazu gezwungen worden die Khata zu schlucken. Somit wäre er ermordet worden.
3. Anhänger des 5. Dalai Lama hätten Trülku Dragpa Gyeltshen dazu gebracht die Khata zu schlucken, nachdem er den 5. Dalai Lama in einer Debatte geschlagen und somit seine Überlegenheit demonstriert habe. Er habe nach der Debatte eine Khata vom 5. Dalai Lama bekommen, und es sei ebendiese Khata gewesen, die später in seinem Hals gefunden wurde und an der er erstickt sei.

Nach dem Tod Trülku Dragpa Gyeltshens wurde bei der Zimkhang Gongma eine Stupa für ihn errichtet. Diese Stupa und auch die Zimkhang Gongma wurden zerstört als Gerüchte aufgekommen waren, Trülku Dragpa Gyeltshen habe sich in einen zornvollen und rachsüchtigen Geist verwandelt. Um die negativen Folgen zu vermeiden, wurden die sterblichen Überreste Trülku Dragpa Gyeltshens in einen Fluss geworfen und es wurde auch nicht nach einer Reinkarnation gesucht. Trülku Dragpa Gyeltshen war somit der Letzte der Zimkhang Gongma-Trülkus. Der zornvolle und rachsüchtige Geist wurde in der Gelug-Tradition zukünftig mit Dölgyel/Dorje Shugden in Verbindung gebracht, bzw. damit gleichgesetzt.